# Економічна теорія добробуту
«Економічна теорія добробуту» (англ. The Economics of Welfare) — твір британського економіста, представника Кембриджської школи економіки, Артура Сесіля Пігу (1877—1959). Був вперше опублікований в 1924 році.
Твір вважається найбільш впливовою роботою А. Пігу.

## Загальний опис
У цій праці Пігу детально розглядає концепцію екстерналій (зовнішніх ефектів) в економіці, закладену Альфредом Маршаллом, та використовує їхнє існування як виправдання державного втручання в економіку. Проблему екстерналій Пігу пропонує вирішувати введенням «податку Пігу» (Pigovian tax) — податок на економічну діяльність, яка генерує негативні побічні наслідки (наприклад, податок за забруднення довкілля).
У книзі Пігу розвинув принцип «найбільшого блага для найбільшої кількості людей». Відстоює ідею про те, що найвищого рівня добробуту можна досягти більш рівномірним розподілом доходів, хоча це може негативно вплинути на нагромадження капіталу й виробничу енергію.

## Огляд книги
Частина І: Добробут та національний дивіденд
Частина ІІ: Розміри національного дивіденду та розподіл ресурсів між різними варіантами використання
Частина ІІІ: Національний дивіденд та праця
Частина IV: Розподіл національного дивіденду